# ハンキー・パンキー (カクテル)
ハンキー・パンキー（英語: Hanky Panky）は、スイート・ベルモットとドライ・ジンから作られるカクテル。
ロンドンのサヴォイ・ホテルのアメリカン・バーで1903年からチーフバーテンダーを務めていたエイダ・コールマンが創作した。
サヴォイ・ホテルはイギリスで最初の高級ホテルとして、富裕層や著名人の利用客が多かった。ある日、喜劇役者のチャールズ・ホートリーが「疲れた。何かシャキッとするものを。（英語: I am tired. Give me something with a bit of punch in it.）」という注文で作られたのが、ハンキー・パンキーである。
アメリカン・バーのチーフバーテンダーを継いだハリー・クラドックが編纂し、1930年に発刊された『サヴォイ・カクテルブック』にも記載されている。

## レシピの例
国際バーテンダー協会のレシピを以下に挙げる。
材料
- ロンドン ドライ・ジン - 45ml
- スイート・ベルモット - 45ml
- フェルネット・ブランカ - 7.5ml
ブランカ社のビターズ

作り方
1. 氷と材料をミキシンググラスでステアし、カクテルグラスに注ぐ。
2. オレンジゼストを飾る。